# Робледо (Альбасете)
Робледо (ісп. Robledo) — муніципалітет в Іспанії, у складі автономної спільноти Кастилія-Ла-Манча, у провінції Альбасете. Населення — 476 осіб (2010).
Муніципалітет розташований на відстані близько 210 км на південний схід від Мадрида, 18 км на північний захід від Альбасете.
На території муніципалітету розташовані такі населені пункти: (дані про населення за 2010 рік)
- Ель-Кубільйо: 35 осіб
- Лос-Чоспес: 155 осіб
- Робледо: 286 осіб

## Демографія
Динаміка населення (INE ):

## Галерея зображень

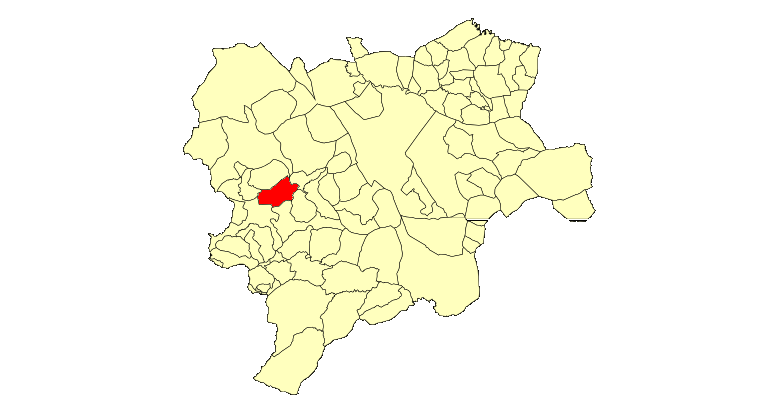
Розташування муніципалітету у провінції Альбасете
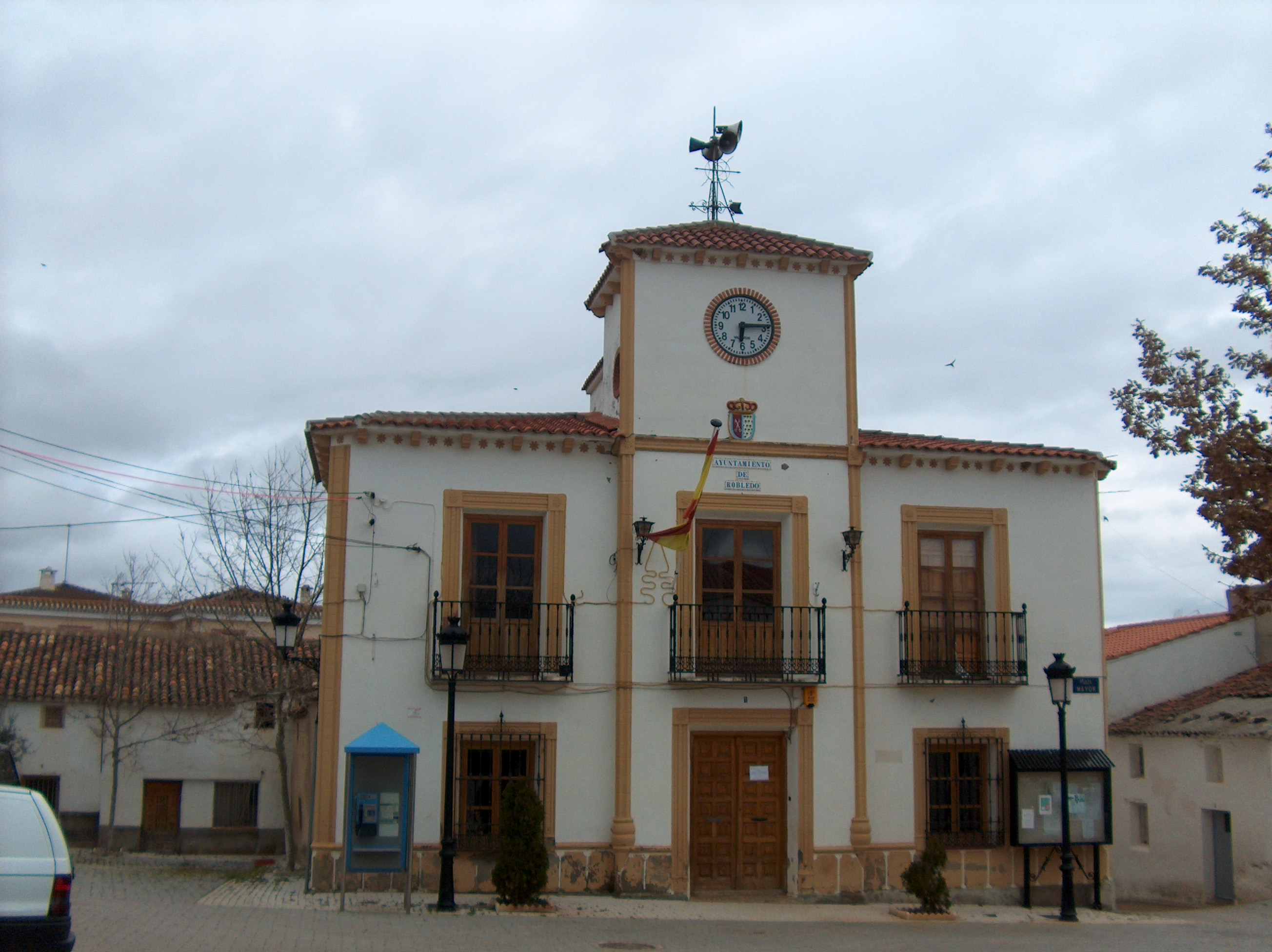
Муніципальна рада